# Jan Bernard van Ulzen
Jan Bernard van Ulzen (Enschede, 8 april 1891 – Bloemendaal, 24 december 1962) was een Nederlands uitgever. 

## Biografie
Van Ulzen werd geboren in Enschede als zoon van Jan Hendrik van Ulzen en Johanna Verveld. In 1916 trouwde hij in Amsterdam met Cornelia Maria Dickhoff.
In 1921 richtte hij uitgeverij Holland op. Onder zijn bewind werden onder andere schrijvers als Willem de Mérode, Diet Kramer en Wilma gepubliceerd alsook theologische werken van onder anderen Kornelis Heiko Miskotte en A.K. Straatsma. In 1923 werd hij de uitgever van het protestants-christelijke literaire tijdschrift Opwaartsche Wegen, waarvan 17 jaargangen zijn verschenen. In 1950 werd onder redactie van Ad den Besten poëziereeks De Windroos gestart, die onder andere een springplank was voor veel Vijftigers. 
In 1951 werd hij bijgestaan door zijn zoon Rolf van Ulzen die in het begin van de jaren zestig de leiding overnam.
In februari 1963 publiceerde Ad den Besten in het Maandblad van de Koninklijke Nederlandsche Uitgeversbond een In Memoriam. Hij besloot met de zinnen: "De geschiedenis van de christelijke literatuur in het Nederland van na de eerste wereldoorlog moet eigenlijk nog worden geschreven. Wie zich daartoe zet, zal zeker herhaaldelijk de sporen vinden, die zijn nagelaten door uitgever Jan van Ulzen, en déze naam zal dan ook niet in zo'n boek kunnen ontbreken. Moge zijn naam ook niet ontbreken in het Boek van God, in wie hij onder vallen en opstaan heeft geloofd."
- International Standard Name Identifier: 0000 0003 9190 7822
- Nederlandse Thesaurus van Auteursnamen: 070505756
- Virtual International Authority File: 285853760
- WorldCat: E39PBJk94RyGVGBqJpcxq7F9Xd